# Tanytarsus transversalis
Tanytarsus transversalis är en tvåvingeart som först beskrevs av Jean-Jacques Kieffer 1912.  Tanytarsus transversalis ingår i släktet Tanytarsus och familjen fjädermyggor.
Artens utbredningsområde är Sri Lanka. Inga underarter finns listade i Catalogue of Life.